# Stavre Jada
Stavre Jada (mazedonisch Ставре Јада; * 18. Mai 1998 in Bitola) ist ein nordmazedonischer Skilangläufer und Biathlet.

## Werdegang
Jada startete im März 2013 in Mavrovo erstmals im Skilanglauf-Balkan-Cup und belegte dabei die Plätze 30 und 27 über 10 km Freistil. Bei den Olympischen Jugend-Winterspielen 2016 in Lillehammer kam er auf den 44. Platz im Sprint, auf den 43. Rang im Cross und auf den 34. Platz über 10 km Freistil. Im folgenden Jahr errang er bei den nordischen Skiweltmeisterschaften in Lahti den 113. Platz im Sprint. In der Saison 2017/18 erreichte er mit sechs Top-Zehn-Platzierungen, darunter Platz zwei über 10 km Freistil in Mavrovo den sechsten Platz in der Gesamtwertung des Balkancups. Bei den Olympischen Winterspielen 2018 in Pyeongchang lief er auf den 99. Platz über 15 km Freistil und auf den 79. Rang im Sprint. Im folgenden Jahr kam er bei den nordischen Skiweltmeisterschaften in Seefeld in Tirol auf den 97. Platz im Sprint. Bei den nordischen Skiweltmeisterschaften 2021 in Oberstdorf belegte er den 127. Platz im Sprint und bei den Olympischen Winterspielen 2022 in Peking den 86. Platz im Sprint sowie den 56. Rang im 50-km-Massenstartrennen.

## Weltcup-Platzierungen

### Biathlon
Die Tabelle zeigt alle Platzierungen (je nach Austragungsjahr einschließlich Olympische Spiele und Weltmeisterschaften).
- 1.–3. Platz: Anzahl der Podiumsplatzierungen
- Top 10: Anzahl der Platzierungen unter den ersten zehn (einschließlich Podium)
- Punkteränge: Anzahl der Platzierungen innerhalb der Punkteränge (einschließlich Podium und Top 10)
- Starts: Anzahl gelaufener Rennen in der jeweiligen Disziplin
- Staffel: inklusive Mixed- und Single-Mixed-Staffeln

| Platzierung              | Einzel | Sprint | Verfolgung | Massenstart | Staffel | Gesamt |
| ------------------------ | ------ | ------ | ---------- | ----------- | ------- | ------ |
| 1. Platz                 |        |        |            |             |         |        |
| 2. Platz                 |        |        |            |             |         |        |
| 3. Platz                 |        |        |            |             |         |        |
| Top 10                   |        |        |            |             |         |        |
| Punkteränge              |        |        |            |             |         |        |
| Starts                   | 3      | 4      |            |             |         | 7      |
| Stand: 31. Dezember 2021 |        |        |            |             |         |        |